# Mr.PC
Mr.PC（ミスターピーシー）とは、晋遊舎から発売されているパソコン雑誌。

## 概要
元々は大人のこだわりパソコン情報誌のキャッチフレーズのもと、Windows100%増刊の形で2009年に刊行された。Vol.10まではムックとして刊行されたが、2010年3月24日刊行分のVol.11からはフリーウェアにスポットを当てた情報誌に刷新し、晋遊舎の月刊パソコン雑誌においてWindows100%、iP!に次ぐ3誌目のパソコン雑誌として創刊された。
出版不況や情報化社会の影響を受け、休刊、削減される傾向にあるパソコン雑誌であるが、2010年代には珍しく創刊されたパソコン雑誌であった。月刊化当初は実用と実践のフリーソフトPC誌というキャッチフレーズが使われたが、現在は初心者に視点を置いた路線に変更され、知識ゼロからいきなりマスターというキャッチフレーズが使われている。
毎月付録としてDVD-ROMが付属し、誌面と連動したフリーウェアが収録されている。毎年1月号にはバックナンバーがPDFファイルとして収録される。
本誌は電子書籍でも提供され、2016年現在、Kindle、Newsstandなどで配信されている。ただし電子書籍版は付録としてDVD-ROMは付属しないが、巻末には付属DVD-ROM相当のダウンロードサイトへのURLとパスワードが記載され、発効から11か月間はダウンロードできる。
2017年11月号より文体を「です・ます」調に変更。2018年7月号より隔月刊となった。
なお、かつてMr.PCと呼ばれ、日本電気（NEC）が販売していたパソコンであるPC-6601SRとは何の関係もない。

## 本誌の構成
- 最新! ITニュース&トレンド
- 特集記事
- 最新フリーソフトランキング
- 新製品&型落ちピックアップ
- ミスPサロン - 読者投稿コーナー。氏名はイニシャルで記載されるが、年齢も記載されており、投稿者の多くは中高年で占めている。
- ミスクロ - クロスワードパズル。当選者5名にはQUOカードが贈呈される。
- 読者プレゼント。